# Ђеролануова (Бреша)
Ђеролануова је насеље у Италији у округу Бреша, региону Ломбардија.
Према процени из 2011. у насељу је живело 347 становника. Насеље се налази на надморској висини од 84 м.